# Мацеев, Владимир Гаврилович
Мацеев Владимир Гаврилович (20 июля 1924, Кривой Рог, Екатеринославская губерния — 9 декабря 1984, Кривой Рог, Днепропетровская область) — советский учёный-экономист. Доктор экономических наук (1983), профессор (1984).

## Биография
Родился 20 июля 1924 года в городе Кривой Рог в посёлке станции Долгинцево.
Участник Великой Отечественной войны с июня 1942 года в составе 4-го гвардейского авиаполка 9-й гвардейской авиационной дивизии Авиации дальнего действия СССР, майор.
В 1948—1950 годах — секретарь Дзержинского районного комитета ЛКСМУ в Кривом Роге. В 1950—1958 годах — инструктор, заведующий отделом Дзержинского районного комитета КП Украины. В 1958—1963 годах — заведующий отделом Криворожского городского комитета КП Украины.
В 1956 году окончил Днепропетровский государственный университет по специальности историк.
С 1963 года работает в Криворожском горнорудном институте: ассистент, преподаватель, старший преподаватель, доцент, профессор, заведующий кафедрой экономики, организации и планирования промышленности.
Умер 9 декабря 1984 года в городе Кривой Рог.

## Научная деятельность
Специалист в области проблем экономики обогащения руд, планирования показателей труда и заработных плат на предприятиях чёрной металлургии. Автор более 75 научных трудов. В сферу научных интересов входили поиски эффективных и экономически обоснованных методов добычи железорудного сырья и повышение его качества.

### Научные труды
- Себестоимость железной руды и пути её снижения / Днепропетровск, 1964;
- Основные фонды горнообрабатывающих предприятий / М., 1976;
- Динамика фондоотдачи на горном предприятии / Горный журнал. — 1979. — № 10;
- Интенсификация и эффективность горнорудного производства / М., 1980;
- Экономика обогащения руд чёрных металлов: учебное пособие по специальности «Обогащение полезных ископаемых» и «Экономика и организация горной промышленности» / М.: Недра, 1986. — 223 с.

## Награды
- Медаль «За победу над Германией в Великой Отечественной войне 1941—1945 гг.»;
- Орден Отечественной Войны 2-й степени (06.04.1985)[2].